# Rivadavia (subte de Buenos Aires)
La estación Rivadavia será una futura estación de la red de subterráneos de la Ciudad de Buenos Aires. Se encontrará entre las estaciones Corrientes y México sobre la línea F de subterráneos. Estará ubicada sobre una de las principales avenidas de la ciudad, la Avenida Entre Ríos, en la intersección con la Avenida Rivadavia, en el barrio porteño de Balvanera. Desde esta estación se podrá combinar con la estación Congreso de la línea A.